# Morrison (film)
Morrison è un film del 2021 diretto da Federico Zampaglione.

## Trama
Lodo è un ragazzo di vent'anni con tutti i problemi della sua età. Ha un rapporto conflittuale con il padre ed è innamorato di Giulia, la sua coinquilina. Il ragazzo suona al Morrison, un locale di Roma, con il suo gruppo. Un giorno la sua strada si incrocia con Libero Ferri, ex rockstar.

## Distribuzione
Il film è stato distribuito nelle sale cinematografiche italiane a partire dal 20 maggio 2021.